# Пападато Лаура Львівна
Лаура Львівна Пападато (1885 — після 1923) Історик Російської імперії XVIII cт.

## Життєпис та науковий доробок
Народилась в Одесі 15 липня 1885 у грецькій родині.
Закінчила 8 класів навчання в одеській жіночій гімназії С. Вілінської. 1903–1905 вчилась на історичному відділенні — Одеські вищі жиночі курси, а 1906 р. — на історичному факультеті університету Сорбонна у Парижі.
Навесні 1907 повернулась в Одесу та закінчила навчання на — Одеські вищі жиночі курси у 1910. Важливу роль у становленні наукової діяльності Л. Пападато відіграв проф. І. Линниченко. На його семінарах вона апробувала результати своїх перших досліджень, під його керівництвом опрацьовувала джерела з архіву колишнього Новоросійського та Бессарабського генерал-губернатора. Була одним з засновників Одеського бібліографічного товариства при Імператорського Новоросійського університету. На його засіданнях прочитала 3 доповіді про історію російсько-французьких зв'язків та діяльність графа П. Строганова. 1912–1913 викладала у жіночій гімназії К. Пашковської, 1913–1920 — у жіночій гімназії С. Вілінської та О. Кандиба.
На початку 1920-х викладала французьку мову та історію в одеській трудшколі № 36.
Після 1923 у джерелах не має згадки про її діяльність.
Основною сферою наукових зацікавлень була історія Франції та російсько-французьких зв'язків XVIII ст. Вона аналізувала джерелознавче значення деяких нових публікацій на цю тематику.

## Праці
- 1. Рецензія на «Louise de Prusse princesse Antoine Radziwill» // Известия ОБО. — Т. 1. — В. 5. — 1912;
- 2. Неизданная французская рукопись Наказа императрицы Екатерины ІІ // Труды слушательниц ОВЖК. — Одесса, 1910. — Т. 1. — Вып. 1.